# Hierodula tenuis
Hierodula tenuis es una especie de mantis de la familia Mantidae.

## Distribución geográfica
Se encuentra en Sumatra (Indonesia) y Malasia.